# Clejani
Clejani è un comune della Romania di 3 385 abitanti, ubicato nel distretto di Giurgiu, nella regione storica della Muntenia.
Il comune è formato dall'unione di 4 villaggi: Clejani, Neajlovu, Podu Doamnei, Sterea.